# Ochraethes cristoforii
Ochraethes cristoforii là một loài bọ cánh cứng trong họ Cerambycidae.